# 夏原武
夏原 武（なつはら たけし、1959年 - ）は、日本のライター、漫画原作者。千葉県出身。

## 来歴
父はゼネコン系の設計コンサルタント会社で理事を務めた。19歳の時に桜美林大学文学部中国文学科を1年生の途中で中退し、東京の下町にある的屋系の暴力団に加入して約10年間ノミ屋、債権回収、地上げなどを行い、当時はバブル経済の時代で毎月の収入は600万円から700万円であった、と自称している。のちにビデオ専門雑誌編集者を経てフリーライターとなり、裏社会やアウトローに関した題材を得意として『別冊宝島』などで執筆した。
パソコン通信とインターネットを黎明期から使用し、アンダーグラウンドな側面を『裏パソコン通信の本』（宝島社）、『裏インターネットの本』（三才ブックス）、『危ないミクシィ 大流行!SNSの闇』（洋泉社）など多くのムックに寄稿した。
1990年代の中期にPC-VANで「地獄の道化師」のハンドルネームで活動し、オンラインマガジン『おまんたマガジン』第1号に「アニメカンパニー／“超民主主義”のなれのはて」を発表したほか、菜摘ひかるの才能を見出した。
2003年から『週刊ヤングサンデー』で、詐欺を主題とする漫画『クロサギ』の原案を担当して2007年に小学館漫画賞一般向け部門を受賞し、肩から腿に掛けて入れ墨を施した。2006年4月からTBSでテレビドラマ化された際に、シロサギ役で特別出演した。

## 著書
- 現代ヤクザのシノギ方（宝島社）
- 現代ヤクザに学ぶ最強交渉・処世術（宝島社）
- ザ・闇金融道（宝島社）
- サギの手口（データハウス）
- 踏み倒しの手口（データハウス）
- 小説クロサギ（小学館）
- 貧乏人を喰う奴らを暴く（宝島社）
- 震災ビジネスの闇（宝島社）
- 反社会的勢力（洋泉社）

## 漫画原作
- 伝説の頭 翔（作画：刃森尊、2003年-2005年、『週刊少年マガジン』、講談社）
- クロサギ（作画：黒丸、2003年-2008年、『週刊ヤングサンデー』、小学館）- 原案としてクレジット
  - 新クロサギ（作画：黒丸、2008年-2013年、『ビッグコミックスピリッツ』、小学館）- 原案としてクレジット
- アカマクラ（作画：石川雅楽、2006年-2008年、『プレイコミック』、秋田書店）
- 逃亡弁護士 成田誠（作画：髙田優、2007年-2008年、『週刊ヤングサンデー』、小学館）- 剛英城名義。原案としてクレジット
  - 新・逃亡弁護士 成田誠（作画：岡本創、2010年-2011年、『月刊!スピリッツ』、小学館）- 剛英城名義。原案としてクレジット
- ギャングスターズ（作画：盧美英、2008年、『プレイコミック』、秋田書店）
- LOVERS HOTEL（作画：天馬ふぇみお、2010年、『プレイコミック』、秋田書店）
- 関東三国志（作画：渡辺保裕、2012年-、『プレイコミック』、秋田書店）
- 正直不動産（作画：大谷アキラ、脚本：水野光博、2017年-、『ビッグコミック』、 小学館）
- 任侠転生 -異世界のヤクザ姫-（作画：宮下裕樹、2019年-、『月刊サンデーGX』、 小学館）
- バクサイ～IR法黙示録～（作画：奥道則、2020年-、『まんが王国コミックス』、ビーグリー）
- 合同会社・正義屋（作画：西川秀明、2020年-2022年、『ヤングアニマル』、白泉社）
- 恋は六道、愛の辻（作画：雨崎、2021年-、『まんが王国コミックス』、ビーグリー）
- カモのネギには毒がある（作画：甲斐谷忍、『グランドジャンプ』2021年17号掲載[4]）
  - カモのネギには毒がある-加茂教授の"人間"経済学講義-（作画：甲斐谷忍、2022年-、『グランドジャンプ』） 原案としてクレジット[5]

### 取材協力
- 闇金ウシジマくん（『ビッグコミックスピリッツ』、小学館）

## 連載
- 月刊宝島　現代詐欺師百景
- 実話時報　黒き牙
- SafetyJapan　隣は詐欺師

## 映像化
- クロサギ (2006年のテレビドラマ)（2006年、TBS）
- 映画 クロサギ（2008年、東宝）
- ザ・闇金融道（2012年、オールイン エンタテインメント）
- クロサギ (2022年のテレビドラマ)（2022年、TBS）
- 正直不動産（2022年、NHK総合）
- 伝説の頭 翔（2024年予定、テレビ朝日）